# Ke (kana)
け în hiragana sau ケ în katakana, (romanizat ca ke) este un kana în limba japoneză care reprezintă o moră. Caracterele hiragana și katakana sunt scrise fiecare cu trei linii. Kana け și ケ reprezintă sunetul pronunție în japoneză [ke].
Caracterul け provine de caracterul kanji 計, iar ケ provine de 介.

## Variante
Kana け și ケ se pot folosi cu semnul diacritic dakuten ca să reprezintă un alt sunet:
- げ sau ゲ reprezintă sunetul pronunție în japoneză [ge] (romanizat ca ge)[2]

## Folosire în limba ainu
În limba ainu, katakana ケ reprezintă sunetul [ke].

## Forme
| Formă                                   | Rōmaji     | Hiragana                   | Katakana                   |
| --------------------------------------- | ---------- | -------------------------- | -------------------------- |
| Fără semne diacritice: k- (か行 ka-gyō) | ke         | け                         | ケ                         |
| Fără semne diacritice: k- (か行 ka-gyō) | kei kee kē | けい, けぃ けえ, けぇ けー | ケイ, ケィ ケエ, ケェ ケー |
| Cu semnul dakuten: g- (が行 ga-gyō)     | ge         | げ                         | ゲ                         |
| Cu semnul dakuten: g- (が行 ga-gyō)     | gei gee gē | げい, げぃ げえ, げぇ げー | ゲイ, ゲィ ゲエ, ゲェ ゲー |

## Ordinea corectă de scriere
|                                      |
| Ordinea corectă de scriere pentru け |

|                                      |
| Ordinea corectă de scriere pentru ケ |

## Alte metode de scriere
- Braille:

| ・・ ・－ －・ |

- Codul Morse: －・－－